# يوهان فيلهلم أندرياس فاف
يوهان فيلهلم أندرياس فاف (بالألمانية: Johann Wilhelm Andreas Pfaff)‏ (و. 1774 – 1835 م) هو رياضياتي، وفيزيائي، وعالم فلك، ومنجم من ألمانيا . ولد في شتوتغارت.
وكان عضواً في الأكاديمية الروسية للعلوم .
توفي في إرلنغن ، عن عمر يناهز 61 عاماً.

## التعليم
تعلم في جامعة توبنغن

## مناصب وهيئات
أدار جامعة تارتو.